# 高喜树碱
高喜树碱（英語：homocamptothecin，缩写hCPT）是一种生物碱类有机化合物，分子式C21H18N2O4，是常见的喜树碱衍生物，与喜树碱的区别在于E环增加了一个亚甲基，从δ-内酯六元环变为了ε-内酯七元环。

喜树碱的结构